# ضبع
الضَّبْعُ أو الضَّبُعُ (الجمع: الضِّبَاعُ) هو أيُّ حيوانٍ ينتمي لفصيلة الضَبُعِيَّات، من الثدييات التي تلد وترضع صغارها، وهي حيوان مفترس، تخرج للبحث عن طعامها ليلاً منفردةً أو ضمن مجموعاتٍ، وهي من الحيوانات التي تعتاش على أكل الجِيَّف وبقايا صيد وفرائس الحيوانات الأخرى، لذا تُعدُّ من الحيوانات القمَّامة إلا أنَّها تصيد بمهارة. تتميَّزُ بقوةٍ فكيَّةٍ هائلةٍ، فَتُمَكِّنُها من سحق العظام بأنيابها، وقيل أن الضباع تصطاد معظم فرائسها بنفسها رغم ما يُعرف عنها بأنَّها آكِلَة للجِيَّف. 
على الرغم من أنَّ شجرة تطور السلالات أقرب إلى الكلبيات والزباديات، وتنتمي إلى فئة سنوريات الشكل، فالضباع تشبه من الناحية السلوكية والمورفولوجية للكلبيات في العديد من عناصر التطور المتقارب؛ كل من الضباع والكلبيات، ويعتبر كليهما مفترسات تصطاد باستخدام أسنانهما بدلاً من مخالبها. كلاهما سريعان في أكل الطعام، تعتبر أقدامهما التي تحتوي على مخالب كبيرة غير حادة وغير قابلة للسحب من أجل الركض وسهولة الانعطاف الحادة. ومع ذلك، فإن استمالة الضباع، ووضع علامات على الرائحة، وعادات التزاوج والسلوك الوالدي تتفق مع سلوك سنوريات الشكل الأخرى.
الضباع الرقطاء قد تقتل ما يصل إلى 95 ٪ من الحيوانات التي تتناولها بينما الضباع المخططة تعتبر قمَّامة إلى حد كبير. عموماً، من المعروف أن الضباع تطرد الحيوانات المفترسة الكبيرة، مثل الأسود عن طعامها، على الرغم من سمعتها في الثقافة الشعبية كونها جبانة. الضباع هي حيوانات ليلية في المقام الأول، ولكنها في بعض الأحيان تغامر من مخابئها في ساعات الصباح الباكر. باستثناء الضباع التي رُصدت اجتماعياً بشكل كبير، لا تعد الضباع عموماً من الحيوانات النباتية، على الرغم من أنها قد تعيش في مجموعات عائلية وتتجمع عند القتل.
نشأت الضباع لأول مرة في أوراسيا خلال فترة الميوسين من أسلاف شبيهة بالحيوية المتنوعة، وتنوعت إلى نوعين متميزين: الضباع المبنية بشكل خفيف مثل الكلاب والضباع القوية المكسرة للعظام. على الرغم من أن الضباع الشبيهة بالكلاب قد ازدهرت قبل 15 مليون عام (بعد أن استعمرت سيارة تصنيف واحدة أمريكا الشمالية)، فقد انقرضت بعد تغير المناخ مع وصول القنوات إلى أوراسيا. من بين سلالات الضباع الشبيهة بالكلاب، لم ينج من الذئاب الحشرة سوى الحشرات، بينما أصبحت الضباع التي سحقت العظم (بما في ذلك الضباع المرقطة والبواسطة والمخططة) الزبالين الأوائل بلا منازع في أوراسيا وإفريقيا.
تظهر الضباع بشكل بارز في التراث الشعبي وأساطير الثقافات الإنسانية التي تعيش بجانبها. تُنظر إلى الضباع عمومًا على أنها مخيفة وتستحق الازدراء. في بعض الثقافات يعتقد أن الضباع تؤثر على أرواح الناس، وتسلب المقابر، وتسرق الماشية والأطفال. وترتبط الضباع بالسحر، باستخدام أجزاء من أجسامها في الطب التقليدي.

## أجناس الضبع
(المنقرضة والحالية)

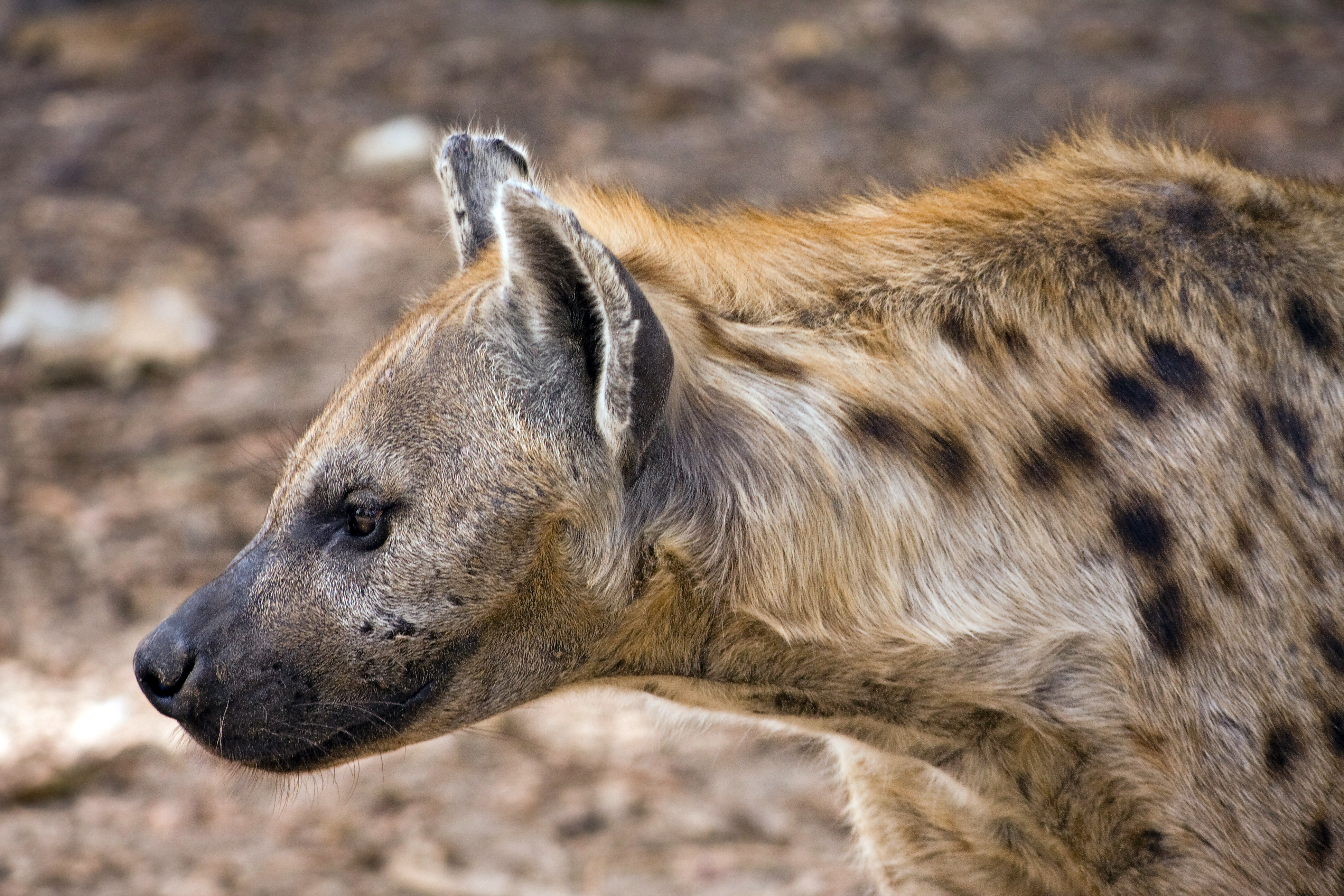
ضبع رقطاء من الفُصيلة الضبعية

تتبع القائمة تصنيف الثدييات بالنسبة لعصور ما قبل التاريخ (1997) ووزنكرافت (2005) في أنواع ويلسون وريدرز للثدييات في العالم للأجناس البعيدة. في Percrocutidae، على عكس تصنيف McKenna و Bell، لا يتم تضمينها كفصيلة فرعية في ضبعيات، ولكن كفصيلة منفصلة Percrocutidae (على الرغم من أنها يتم تجميعها بشكل عام على أنها أخت الشقيقة إلى الضباع). علاوة على ذلك، لا يتم تضمين الضبع البني الحي وأقرب أقرباءه المنقرضين في جنس Pachycrocuta ، ولكن في جنس يسمى ضبع (جنس). لا تعامل Protelinae كفصيلة فرعية منفصلة، ولكن يتم تضمينها في ضبعيات بعد.

### أجناس الضبعيات
- ضبعيات
  -     - Tongxinictis (الميوسين الأوسط في آسيا)

  - أسرة ضبع
    - Herpestides (أوائل العصر الميوسيني في إفريقيا وأوراسيا)
    - Plioviverrops (بما في ذلك Jordanictis ، Protoviverrops ، Mesoviverrops ؛ العصر الميوسيني المبكر إلى العصر البليوسيني المبكر لأوروبا، والعصر الميوسيني المتأخر في آسيا)
    - Galeotherium)= Ictitherium؛ بما في ذلك Lepthyaena ، و Sinictitherium ، و Paraictitherium ، ووسط الميوسين في إفريقيا، ومن العصر الميوسيني المتأخر إلى العصر البليوسيني المبكر في أوراسيا)
    - Thalassictis (بما في ذلك Palhyaena وMiohyaena وHyaenictitherium وHyaenalopex ؛ أواسط إلى أواخر العصر الميوسيني لآسيا، والميوسين المتأخر لأإفريقيا وأوروبا)
    - Hyaenotherium (أواخر العصر الميوسيني إلى العصر الجليدي المبكر لأوراسيا)
    - Miohyaenotherium (أواخر الميوسين في أوروبا) (ميوسين الراحل لأوراسيا)
    - Tungurictis (الميوسين الأوسط لأفريقيا وأوراسيا)
    - Protictitherium (الميوسين الأوسط في إفريقيا وآسيا، ميوسيني الأوسط إلى أواخر الميوسن أوروبا)

  - أسرة الضبعية
    - Palinhyaena (أواخر عصر الميوسين في آسيا)
    - Ikelohyaena (البليوسين المبكر لأفريقيا)
    - ضبع مخطط =(بما في ذلك الضبع المخطط، الضبع البني ضبع مخطط ، Pliocrocuta ،
    - ضبع مخطط البليوسين المبكر (؟ الميوسين الأوسط) إلى البليستوسين إفريقيا، البلايوسين المتأخر (المتأخر الميوسين)
    - Hyaenictis (أواخر العصر الميوسيني في آسيا ؟، العصر الميوسيني المتأخر لأوروبا، البلايوسين المبكر (البليستوسين المبكر في إفريقيا)
    - Leecyaena (أواخر العصر الميوسيني و / أو البليوسين المبكر في آسيا)
    - Chasmaporthetes) = Ailuriaena؛ بما في ذلك Lycaenops وEuryboas ؛ في وقت متأخر من العصر الميوسيني إلى العصر البليستوسين المبكر في أوراسيا أو البليوسين المبكر حتى البليوسين المتأخر أو العصر البليستوسين لأفريقيا ومن البليستوسين المتأخر إلى العصر البليستوسين المبكر لأمريكا الشمالية)
    - Pachycrocuta (البليوسين والبليستسوين في أوراسيا وأفريقيا)
    - Adcrocuta (أواخر العصر الميوسيني لأوراسيا)
    - Cضبع رقطاء) = Crocotta ، بما في ذلك ضبع رقطاء ؛ الضبع المرقط وضبع الكهوف. من أواخر البليوسين من إفريقيا، البليوسين المتأخر إلى البليستوسين المتأخرة من أوراسيا)

  - أسرة Protelinae
    - Proteles = (ذئب الأرض. البليستوسين إلى الآن من أفريقيا)

### شجرة تطور العائلي
يوافق تحليل جزيئي حديث على العلاقة التطورية بين أنواع الضبعيات الأربعة الموجودة.
|  | ضبع رقطاء (Crocuta crocuta)                                                                 |
|  |                                                                                             |
|  | \| \| ضبع غثراء (Parahyaena brunnea) \| \| \| \| \| \| ضبع مخطط (Hyaena hyaena) \| \| \| \| |
|  |                                                                                             |
|  | ضبع غثراء (Parahyaena brunnea)                                                              |
|  |                                                                                             |
|  | ضبع مخطط (Hyaena hyaena)                                                                    |
|  |                                                                                             |

|  | ضبع غثراء (Parahyaena brunnea) |
|  |                                |
|  | ضبع مخطط (Hyaena hyaena)       |
|  |                                |

|  | ضبع رقطاء (Crocuta crocuta)                                                                 |
|  |                                                                                             |
|  | \| \| ضبع غثراء (Parahyaena brunnea) \| \| \| \| \| \| ضبع مخطط (Hyaena hyaena) \| \| \| \| |
|  |                                                                                             |
|  | ضبع غثراء (Parahyaena brunnea)                                                              |
|  |                                                                                             |
|  | ضبع مخطط (Hyaena hyaena)                                                                    |
|  |                                                                                             |

|  | ضبع غثراء (Parahyaena brunnea) |
|  |                                |
|  | ضبع مخطط (Hyaena hyaena)       |
|  |                                |

## المميزات

### التركيب

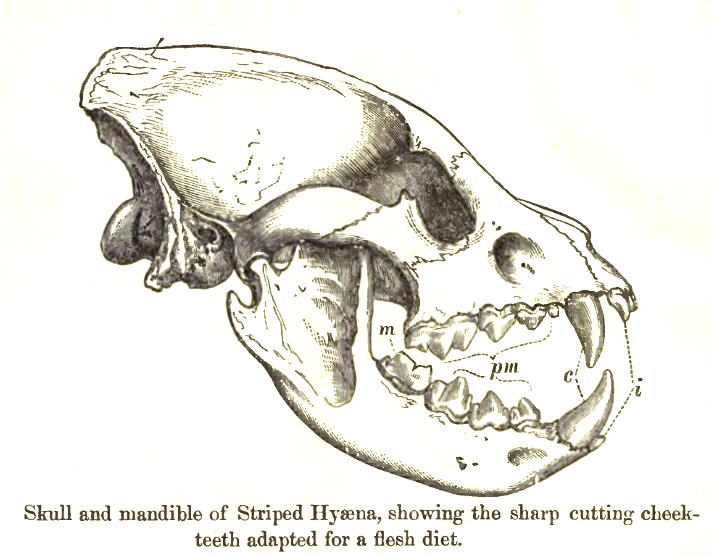
جمجمة ضبع مخطط. لاحظ القواطع الضخمة الكبيرة بشكل غير متناسب والمتكيفة لطحن العظام

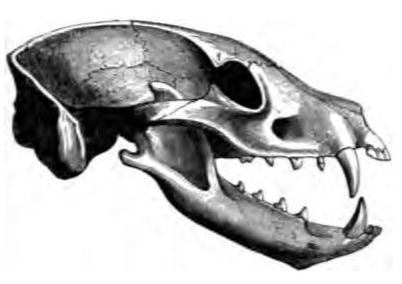
جمجمة ذئب الأرض، لاحظ انخفاض الأضراس والطواحن إلى حد كبير، والتي أصبحت زائدة عن الحاجة

الضباع لها جذوع قصيرة نسبيًا وهي ضخمة إلى حد ما وشبه الذئب، ولكن لديها أرباع خلفية منخفضة، وتذبلات عالية وظهورهم تنحدر بشكل ملحوظ نحو اتجاه صخورهم. تكون الأرجل الأمامية مرتفعة، بينما تكون الأرجل الخلفية قصيرة للغاية ورقابها سميكة وقصيرة. تشبه جماجمهم بشكل سطحي تلك الجرائد الكبيرة، ولكنها أكبر وأثقل بكثير، مع أجزاء أقصر من الوجه. الضباع عبارة عن رقم رقمي، مع وجود كفوف للأمام والقدمين بأربعة أرقام لكل منها وألواح رياضية منتفخة.
مثل الكلبيات، الضباع لها مخالب قصيرة وغير حادة وغير قابلة للسحب. ولديهم فرو  متناثر وخشن. معظم الأنواع لديها شعر طويل يمتد من الذيل أو من الرأس. باستثناء الضبع المرقط، فإن الضبعيات لها معاطف مخططة، من المحتمل أنها ورثتها عن أسلافها الموحدين. آذانهم كبيرة ولديها تلال قاعدية بسيطة. العمود الفقري، بما في ذلك منطقة عنق الرحم هي من محدودية الحركة. الضباع ليس لها عظمة القضيب. لدى الضباع زوج واحد من الأضلاع أكثر من الأضلاع، وألسنتها خشنة مثل تلك الموجودة في السنوريات وزباديات. الذكور في معظم أنواع الضباع أكبر من الإناث، على الرغم من أن الضبع المرقط يعتبر حالة استثنائية، حيث أن الأنثى من النوع تفوق الذكور وتهيمن عليها.  على عكس الضباع الأخرى، تشبه الأعضاء التناسلية للضحك الأنثوية تشبه الذكور التناسلية.
يشبه الأسنان الموجودة في تلك القناة، ولكنها أكثر تخصصًا في استهلاك الأطعمة الخشنة وعظام التكسير.  المذبحة، خاصة الجزء العلوي، قوية للغاية ويتم تحويلها بعيدًا إلى حد ممارسة الضغط الأقصى على الفكين. الأسنان الأخرى، باستثناء الأضراس العلوية المتخلفة، قوية، ذات قواعد عريضة وحواف القطع. الأنياب قصيرة، لكنها سميكة وقوية. شفويًا، تكون مفكوكها أقوى بكثير على أسنان الكلاب مقارنةً بالكرات، مما يعكس حقيقة أن الضباع تصطدم بالعظام مع كل من الأسنان الأمامية والضواحك، على عكس الكلاب، والتي تفعل ذلك مع أضراسها بعد النبض. قوة فكيهم هي التي تم تسجيل كل من الضباع مخططة ورصدت لقتل الكلاب مع لدغة واحدة في الرقبة دون كسر الجلد. تشتهر الضبع المرقط بعضها القوي المتناسب مع حجمها، ولكن عددًا من الحيوانات الأخرى (بما في ذلك الشيطان التسماني) أقوى نسبيًا.  وقد قللت آردوولف أسنان الخد بشكل كبير ، غائبة في بعض الأحيان لدى البالغين ، ولكن لديها نفس الشيء الأسنان مثل الأنواع الثلاثة الأخرى. صيغة الأسنان لجميع أنواع الضباع: {\displaystyle {\tfrac {3.1.4.1}{3.1.3.1}}}
على الرغم من أن الضباع تفتقر إلى الغدد المعطرة للعجان، إلا أنها تحتوي على كيس كبير من الجلد العاري الموجود عند فتحة الشرج.  تفتح الغدد الشرجية الكبيرة فوق فتحة الشرج في هذه الحقيبة. توجد العديد من الغدد الدهنية بين فتحات الغدد الشرجية وفوقها. تنتج هذه الغدد إفرازًا كريميًا أبيض ، تلصقه الضباع على سيقان العشب.  رائحة هذا الإفراز قوية للغاية، رائحة الغليان رخيصة الصابون أو حرق، ويمكن الكشف عنها من قبل الإنسان عدة أمتار اتجاه الريح. تُستخدم الإفرازات بشكل أساسي لوضع العلامات الإقليمية، على الرغم من أن كل من ذئب الأرض والضبع مخطط سوف يتبول لهم عند الهجوم.

### سلوك

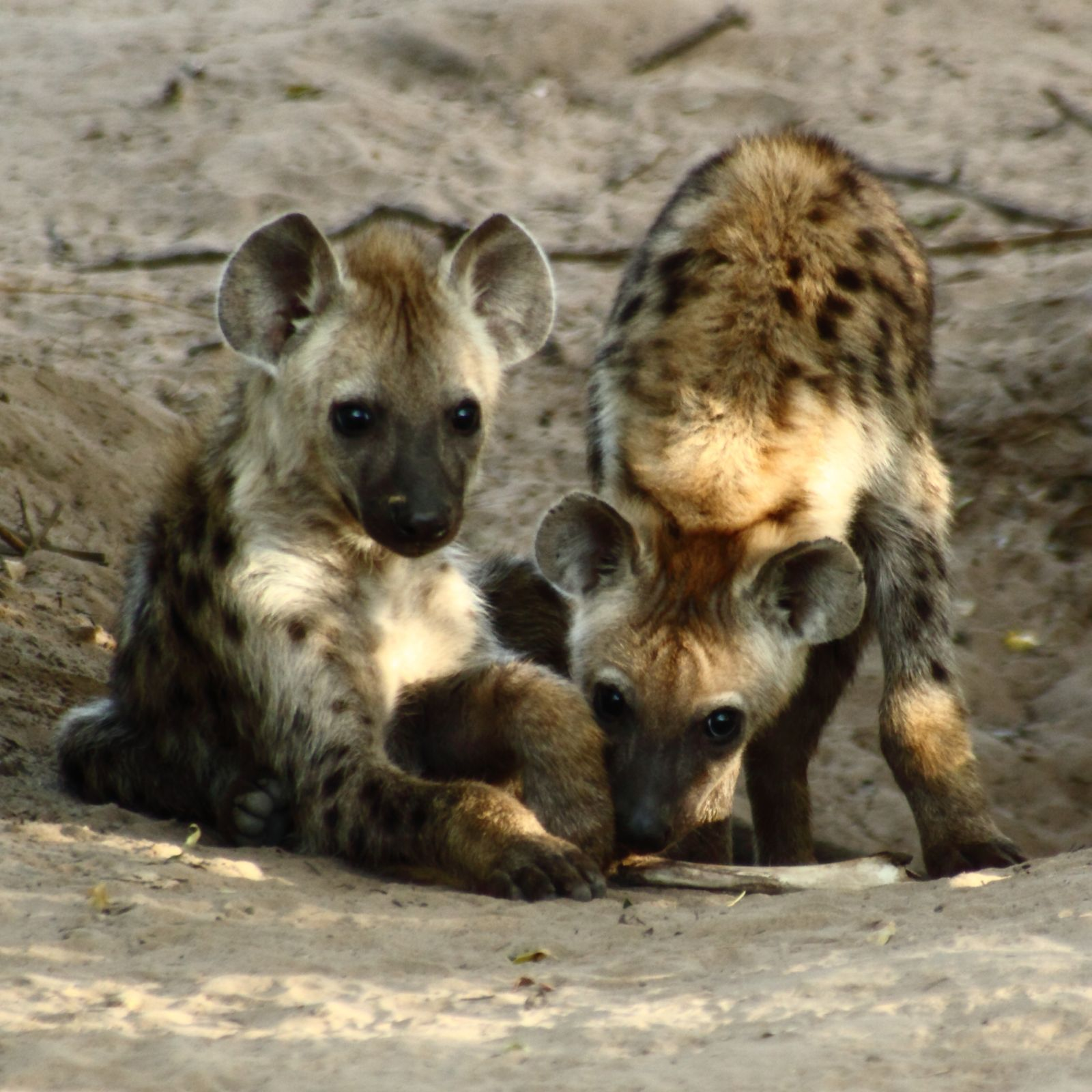
أشبال ضبع مرقط في عرينهم

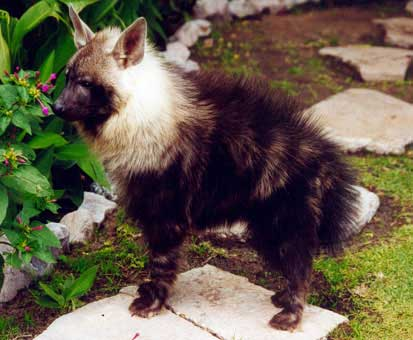
شبل الضبع البني يقف على طريق من الحجارة

وغالبًا ما يشبه الضباع أنفسهم سنوريات وزباديات، وتشبه طريقتهم عند لعق أعضائهم التناسلية مثل القطط جدًا (يجلس على أسفل الظهر، تنتشر الساقين بساق واحدة تشير رأسًا إلى الأعلى). ومع ذلك، على عكس الأنواع الأخرى، لا «يغسلون» وجوههم. يتغوطون بنفس الطريقة التي يتغذون بها على لواحم الأخرى، على الرغم من أنهم لا يرفعون أرجلهم كما تفعل الكلاب عند التبول، حيث أن التبول لا يخدم أي وظيفة إقليمية لهم. بدلاً من ذلك، تميز الضباع مناطقها باستخدام الغدد الشرجية، وهي سمة موجودة أيضًا في زباديات وابن عرس، ولكن ليس موجودة في القطط. عند مهاجمة الأسود أو الكلاب، فإن الضباع المخططة والبنية سوف تهرب، على الرغم من أن الضباع المرقطة ستدافع عن نفسها بشراسة. الضبع المرقط صوته عالٍ جدًا، ينتج عنه عدد من الأصوات المختلفة التي تتكون من الصياحات، والهمهمات، والآهات، والضحكات، والصراخ، والهدير، والضحك والأنين. الضبع المخطط صامت نسبيًا، وتقتصر أصواته على الضحك والثرثرة والعويل.
ينطوي التزاوج بين الضباع على عدد من المجموعات القصيرة مع فواصل زمنية قصيرة، على عكس الكلبيات، التي تنخرط بشكل عام في جماع مفردة. يولد اشبال الضباع المرقط بالكامل تقريبًا، وأعينهم مفتوحة، رغم أنها تفتقر إلى علامات البالغين. في المقابل، يولد جرو الضباع مخطط مع علامات للبالغين، عيون مغلقة وآذان صغيرة. الضباع لا تلجأ للطعام لأن الضباع المرقطة الصغيرة والشابة لا تلعب أي دور في تربية أشبالها، رغم أن الضباع المخططة الذكور تفعل ذلك.
الضبع المخطط هو في المقام الأول قمام آكل الجيف، على الرغم من أنه سيهاجم أيضًا ويقتل أي حيوان يمكنه التغلب عليه، وسوف تكملة نظامها الغذائي مع الفواكه. الضبع المرقط، على الرغم من أنه يتناثر في بعض الأحيان، إلا أنه صياد حزمة نشط من ذوات الحوافر المتوسطة والكبيرة الحجم، التي تمسكها من خلال ارتدائها في مطاردات طويلة وتقطيعها بطريقة تشبه القنينة. عسبار هو في المقام الأول من آكلات الحشرات، متخصصة في التغذية على النمل الأبيض من جنس ترينيرفيتيرميس وهودوتيرميس، التي تستهلكها عن طريق لعقها بواسطة لسانها الطويل والواسع. يمكن لذئب الأرض أن يأكل 300000 نملة في يوم واحد.

## التطور

### الأصل
نشأت الضباع في غابات العصر الميوسيني أوراسيا قبل 22 مليون عام، عندما كانت معظم الأنواع  المبكرة لا تزال إلى حد كبير. أسلاف الضبع الأولى كانت على الأرجح مماثلة لبرشام النخيل ذي النطاقات الحديث؛  كان أحد أنواع الضباع الأقدم الموصوفة، Plioviverrops، حيوانًا صغيرًا يشبه الزباد كان يعيش في أوراسيا منذ 20-22 مليون عام، ويمكن التعرف عليه باعتباره هيكل hyaenid بهيكل الأذن الوسطى وطب الأسنان. ازدهرت سلالة بلوفيفيروبس، وأدت إلى نسل ذوي أرجل أطول وفك أكثر مدببة، وهو اتجاه مماثل لتلك التي اتخذتها الكلبيات في أمريكا الشمالية.

### تطور وإنقراض الضباع الشبيهة بالكلاب

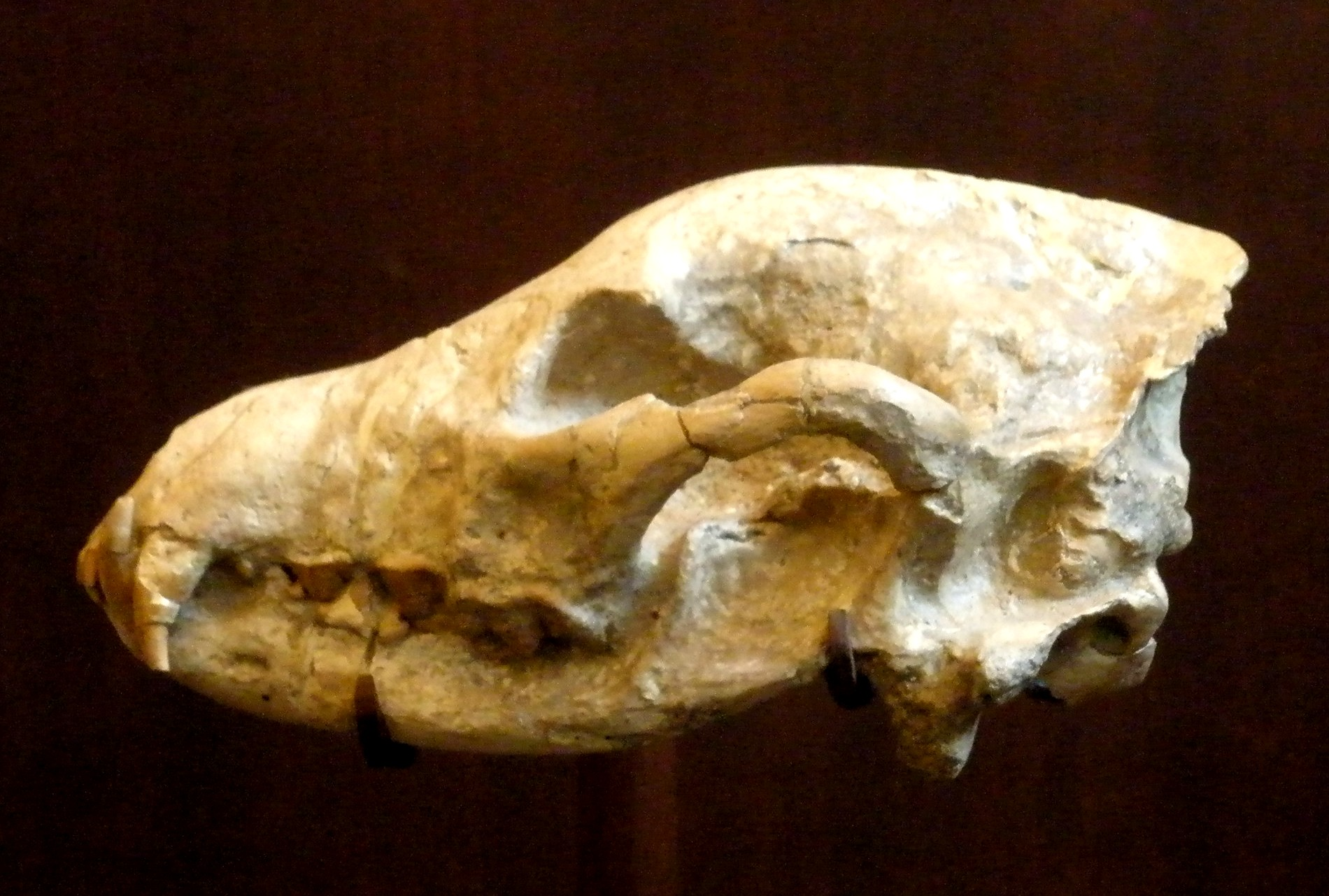
جمجمة (Ictitherium viverrinum)، واحدة من الضباع "الشبيهة بالكلاب". المتحف الأمريكي لتاريخ الطبيعي

وصل أسلاف ال (Plioviverrops) إلى ذروتها منذ 15 مليون عام، مع تحديد أكثر من 30 نوعًا. على عكس معظم أنواع الضباع الحديثة، المتخصصة بطحن وكسر العظام، كانت هذه الضباع الشبيهة بالكلاب حيوانات ذوات الذقن. وكان من بين هذه الأنواع (إكتثيروم) و (فيفيررينوم)، الذي كان يشبه ابن آوى. كانت الضباع الشبيهة بالكلب متنوعة وعديدة جدًا؛ في بعض المواقع الأحفورية الميوسينية، تفوق بقايا (Ictitherium) وغيرها من الضباع الشبيهة بالكلاب أعداد جميع الحيوانات آكلة اللحوم الأخرى مجتمعة.  بدأ تراجع أعداد الضباع الشبيهة بالكلاب منذ 5 إلى 7 ملايين عام خلال فترة تغير المناخ، والتي تفاقمت عندما عبرت الجسر البري بيرنجيا إلى أوراسيا. تمكن أحد الأنواع، مثل (Chasmaporthetes)  و(ossifragus)، من عبور الجسر البري إلى أمريكا الشمالية، وهو الضبع الوحيد الذي يفعل ذلك. تمكن جنس من ضبعيات (Chasmopothertes) من البقاء على قيد الحياة لبعض الوقت في أمريكا الشمالية من خلال الأعتياد على طحن وسحق العظام، وتتطور إلى عداء سريع مثل الفهد. معظم الضباع الشبيهة بالكلاب قد إنقرضت قبل 1.5 مليون سنة.

### تطور ضباع ساحقة العظام
قبل 10 إلى 14 مليون عام، انقسمت فصيلة الضبع إلى مجموعتين متميزتين: (الضباع  الكلبية) و(الضباع ساحقة للعظام). تزامن وصول أسلاف الضباع ساحقة للعظام مع إنقراض الأسرة ال(Percrocutidae) بنيت على نحو مماثل. لقد نجت الضباع  من التغيرات التي حدثت في المناخ ووصولها إلى القنوات، والتي قضت على الضباع الشبيهة بالكلاب، على الرغم من أنها لم تعبر إلى أمريكا الشمالية مطلقًا، حيث كانت مكانتها هناك قد اتخذت بالفعل من قِبل فصيلة (كلبيات ساحقة للعظام). قبل 5 ملايين سنة، أصبحت الضباع الساحقة للعظام من الحيوانات القمامة المهيمنة لأوراسيا، التي تتغذى بشكل أساسي على جثث الحيوانات العاشبة الكبيرة التي قتلتها سنوريات سيفية الأنياب. جنس ضبع عملاق قصير الوجه (الاسم العلمي: Pachycrocuta)، كان ضبعاً ضخمًا يبلغ وزنه 200 كجم (440 رطلاً) يمكن عضته ان تحول عضام الفيل إلى شضايا. مع انخفاض الحيوانات العاشبة الكبيرة في أواخر العصر البليستوسين،إنقرض ضبع عملاق قصير الوجه وأصبحة مكانة ضبع المرقط الأصغر.

### ضهور الضباع الحديثة
الأنواع الأربعة الموجودة هي:
هناك عدة أنواع من الضباع ومنها:
- ضبع مخططة (بالإنجليزية: Striped Hyena).

- ضبع رقطاء (بالإنجليزية: Spotted Hyena).

- ضبع غثراء (بالإنجليزية: Brown Hyena).

- عسبار (بالإنجليزية: Aardwolf).

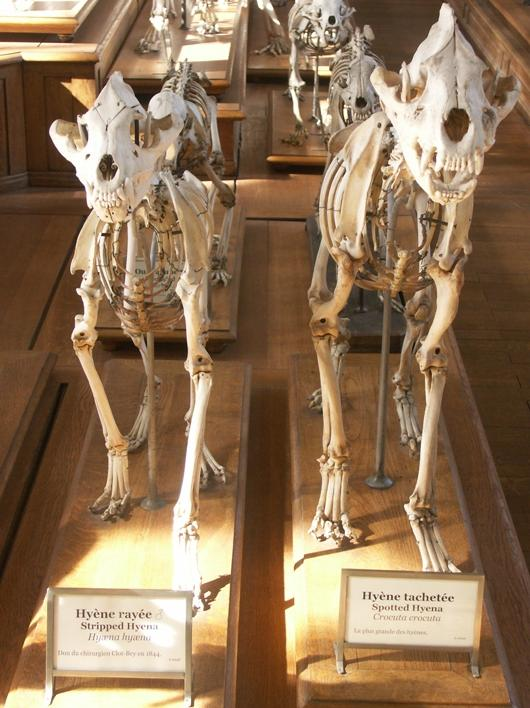
هياكل عظمية ل ضبع مخطط وضبع مرقط، نوعان من ضباع «ساحقان العظام»

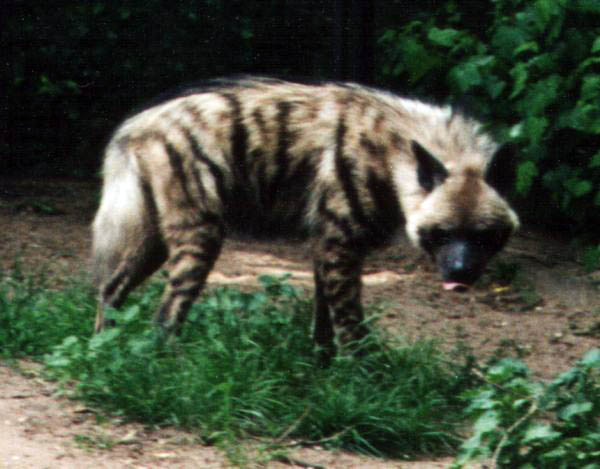
ضبع مخططة

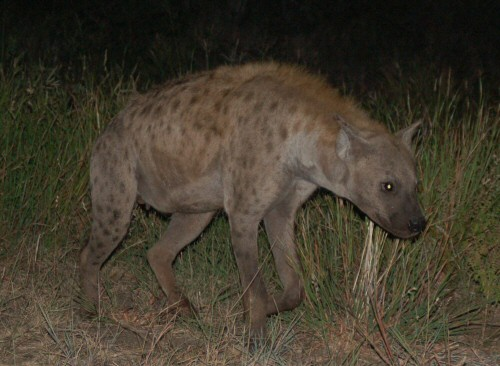
ضبع رقطاء

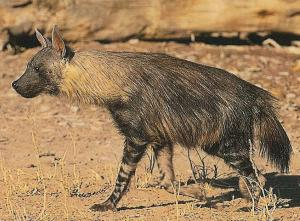
ضبع غثراء

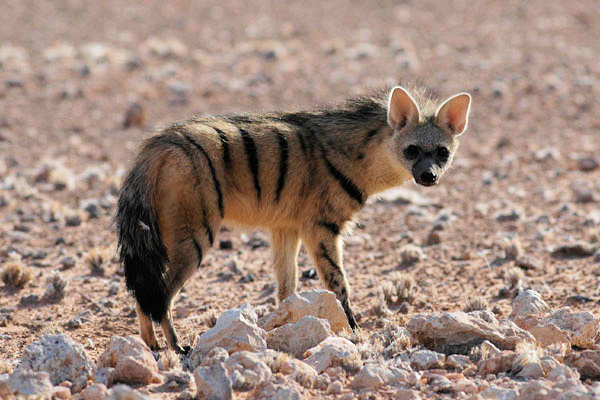
عسبار

يمكن تطور ذئب الأرض (Proteles cristata) بشكل مباشر من جنس ال(Plioviverrops) قبل 15 مليون عام، وهو الناجي الوحيد من سلالة الضبع الشبيهة بالكلاب. يُعزى نجاحها جزئيًا إلى نظامها الغذائي الذي لا يحتوي على الحشرات، والتي لم تواجه منافسة من عبور الكلبيات إلى أمريكا الشمالية.  إن قدرتها التي لا تضاهى على هضم إفرازات تربين من النمل الأبيض  هي على الأرجح تعديل للنظام الهضمي القوي الذي استخدمه أسلافه في استهلاك الطعام.
قد يكون ضبع مخطط (Hyaena hyaena)  تطور من جنس (Hyaena namaquensis) في إفريقيا في العصر البليوسيني. إن أحافير الضبع المخطط شائعة في إفريقيا، حيث تعود السجلات إلى أقصى حدود العصر البليستوسين الأوسط وحتى أواخر البليوسين. نظرًا لغياب الضباع المخططة الأحفورية من منطقة البحر الأبيض المتوسط، فمن المحتمل أن يكون هذا النوع من الضباع المتأخرة نسبًا إلى أوراسيا، ومن المحتمل أن ينتشر خارج إفريقيا فقط بعد انقراض الضباع المرقطة في آسيا في نهاية العصر الجليدي. بقيت الضباع المخطط لبعض الوقت في أوروبا خلال العصر الجليدي، بعد أن كان واسع الانتشار بشكل خاص في فرنسا وألمانيا. وحدث ذلك أيضًا في مونتمورين وهولابرون في النمسا وكهف فورنها في البرتغال وكهوف جينستا في جبل طارق.  كان ضبع المهطط الأوروبي مشابهاً في المظهر ضباع للعصور الحديثة، ولكنه كان أكبر من حيث الحجم مقارنة بالضباع البنية (Hyaena brunnea).
الضباع المرقطة (Crocuta crocuta) انفصلت عن الضبع المخطط والبني منذ 10 ملايين سنة. كان سلفها المباشر هو ضبع سيواليك (Crocuta sivalensis)، الذي عاش خلال أواخر البليوسين. ربما طورت الضباع من أسلافها سلوكيات اجتماعية استجابةً للحيوانات لاحمة المتنافسة على الجثث، مما أجبرهم على الصيد في مجاميع. طورت الضباع المرقطة طواحن حادة خلف ضواحكها، وبالتالي لم تكن بحاجة إلى الانتظار حتى تموت فريستها، كما هو الحال مع ضبع الغثراء وضبع المخطط، وأصبحت ضباع المرقطة  صيادة مفترسة وكذلك قمامة. انتشرت الضباع المرقطة من موطنها الأصلي خلال العصر البليستوسين الأوسط، وسرعان ما استعمرت منطقة واسعة جدًا من أوروبا إلى جنوب إفريقيا والصين. مع تدهور الأراضي العشبية قبل 12500 عام، عانت أوروبا من خسارة هائلة في الموائل المنخفضة التي يفضلها الضباع المرقطة، وزيادة مماثلة في الأراضي المختلطة. كانت الضباع المرقطة، في ظل هذه الظروف، تتفوق عليها الذئاب والبشر، الذين كانوا في منازلهم في الغابات بقدر ما كانوا في الأراضي المفتوحة - وفي المرتفعات. بدأت أعداد الضباع المرقطة في الإنكماش بعد حوالي 20000 سنة، اختفت تمامًا من أوروبا الغربية بين 11 و 14 ألف عام، وقبل ذلك في بعض المناطق.

## أساليب المعيشة والصيد
وأحب الأماكن إلى الضباع الأراضي الزراعية المكشوفة القريبة من المناطق الصخرية، وهي حيوانات ليلية لا تخرج من جحورها إلا بعد المغرب ولا تبارحها نهاراً إلا مرغمة وتحت ستار الظلام، تخرج أفراداً وجماعات صغيرة يسمع عويلها وهي تتجول طلباً للصيد أو سعياً وراء الجيف وأصوات الضباع المخططة ليست بشعة بالقدر الذي يصوره الناس ولو أنها كريهة لا يسيغها السمع، ولكن عويل الضباع الرقط بشع مخيف حقيقة، إذ هو عبارة عن ضحك مبحوح يبعث على الرعب.
وهو من اللواحم الأرضية الأكولة والنهمة المهمة في عملية الاتزان البيئي، فقد وهبه الله سبحانه وتعالى من الصلاحيات ما يجعله من الكانسات للجيف، ومنظفات البيئة من العظام والجلود الجافة وهي البقايا التي لا تقدر عليها اللواحم والسباع الأخرى، ورقبته القصيرة وسيقانه الطويلة وظهره المحدب وسعيه طوال الليل ولمسافات طويلة وعدم خوفه من السباع الأخرى والكلاب تجعله ينظف أكبر مساحة ممكنة من تلك البقايا التي يسبب بقاؤها في البيئة احتباساً لمكوناتها.

## العلاقة مع البشر

### الفولكلور والأساطير والأدب

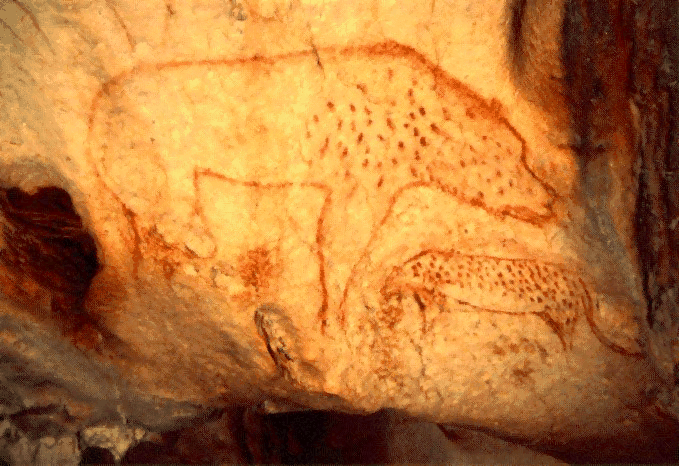
ضبع الكهوف (Crocuta crocuta spelaea) التي عثر عليها في كهف Chauvet في عام 1994

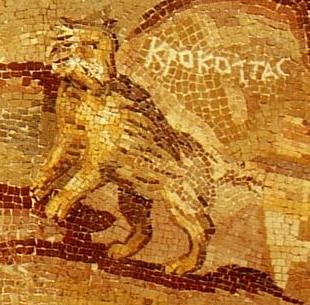
ضبع مخطط، كما هو موضح على فسيفساء النيل في باليسترينا

تختلف الضباع المرقطة في صورها الفولكلورية والأسطورية، اعتمادًا على المجموعة الإثنية التي نشأت عنها الحكايات. غالبًا ما يكون من الصعب معرفة ما إذا كانت الضباع المرقطة هي أنواع الضباع المحددة التي تظهر في مثل هذه القصص، لا سيما في غرب إفريقيا، لأن الضباع المرقطة والمخططة تُعطى غالبًا نفس الأسماء. في الحكايات الغربية في أفريقيا، يتم تصوير الضباع المرقطة في بعض الأحيان على أنها مسلمون سيئون يتحدون الروحانية المحلية الموجودة بين بنج في كوت ديفوار. في شرق إفريقيا، تصور أساطير التبوة الضبع المرقط كحيوان شمسي كان أول من جلب الشمس لتدفئة الأرض الباردة، بينما يظهر الفولكلور في غرب إفريقيا عمومًا أن الضبع يرمز إلى الفجور والعادات القذرة وعكس الأنشطة الطبيعية، وغيرها من الصفات السلبية. في تنزانيا، هناك اعتقاد بأن السحرة يستخدمون الضباع المرقطة في الجبال.

### معتقدات الناس عن الضبع
«الضباع: المرقطة والبنية اللون تعيش في سهول أفريقيا وذات الخطوط في شمالي أفريقيا وذئب الأرض كما تسمى توجد في أفريقيا الجنوبية....» وهذا الحيوان ظلمه الإنسان على مر العصور والأزمان، فقد ذكرت معظم المخطوطات والكتب أن للضبع شخصية مكروهة وله أثر سيئ في النفوس، ولكن أهمية الضبع كبيرة لا سيما في تنظيف البيئة.
- قال عنه كمال الدين الدميري (742 ـ 808هـ) في كتابه (حياة الحيوان الكبرى)، الضبع معروفة، ولا تقل ضبعة لأن الذكر ضبعان والجمع ضباعين مثل سرحان وسراحين، والأنثى ضبعانة والجمع ضبعات وضباع وهذا الجمع للذكر والأنثى، ومن أسماء الضبع: جيل، وجعار، وحفصة، ومن كناها: أم خنور، وأم طريق، وأم عامر، وأم القبور، وأم نوفل، والذكر أبو عامر، وأبو كلدة، وأبو الهنبر.

والضبع توصف بالعرج، وليست بعرجاء وإنما يتخيل ذلك للناظر، وسبب هذا التخيل لدونة في مفاصلها وزيادة رطوبة في الجانب الأيمن عن الأيسر منها.
- وعن صفات الضبع قال: وهي مولعة ينبش القبور لكثرة شهوتها للحوم بني آدم، ومتى رأت إنساناً نائماً حفرت تحت رأسه وأخذت بحلقه فتقتله وتشرب دمه. وهي فاسقة، لا يمر بها حيوان من نوعها إلا علاها وتضرب العرب بها المثل في الفساد، فإنها إذا وقعت في الغنم عاثت، ولم تكتف بما يكتفي به الذئب، فإذا اجتمع الذئب والضبع في الغنم سلمت لأن كل واحد منهما يمنع صاحبه والعرب تقول في دعائهم: اللهم ضبعاً وذئباً، أي: أجمعهما في الغنم لتسلم ومنه قول الشاعر:

تفرقت غنمي يوماً فقلت لها *** يا رب سلط عليها الذئب والضبعا
وقيل للأصمعي: هذا دعاء لها أم عليها؟ فقال: دعاء لها.
- قصة مجير أم عامر:

روى العالم الشيخ أبو بكر البيهقي في آخر شعب الإيمان، عن أبي عبيدة أنه سأل يونس ابن حبيب عن المثل المشهور (كمجير أم عامر)، وأم عامر (هي الضبع ويقال لها نوش الخسيسة) فقال: كان من حديثه أن قوماً خرجوا إلى الصيد في يوم حار فبينما هم كذلك إذ عرضت لهم (أم عامر) وهي الضبع فطردوها فاتبعتهم حتى ألجأوها إلى خباء أعرابي فقال: ما شأنكم؟ قالوا: صيدنا. وطريدتنا. قال: كلا والذي نفسي بيده لا تصلون إليها ما ثبت قائم سيفي بيدي (لأنها استجارت به). قال: فرجعوا وتركوه، فقام إلى لقحة (ناقة) فحلبها وقرب إليها ذلك، وقرب إليها ماء فأقبلت مرة تلغ من هذا ومرة تلغ من هذا حتى عاشت واستراحت فبينما الأعرابي نائم في جوف بيته، إذ وثبت عليه، فبقرت بطنه، وشربت دمه، وأكلت حشوته، وتركته فجاء ابن عم له فوجده على تلك الصورة فالتفت إلى موضع الضبع فلم يرها فقال: صاحبتي والله: وأخذ سيفه وكنانته واتبعها فلم يزل حتى أدركها فقتلها وأنشأ يقول:
ومن يصنع المعروف في غير أهله **** يـلاقي مـا لا قى مجير أم عامر
أدام لـها حين استجـارت بقربه **** قـراها مـن البان اللقاح الغزائر
وأشبعهــا حتى إذا ما تملأت **** فرته بأنياب لهــا وأظافر
فقل لذوي المعروف هذا جزاء من **** غداً يصنع المعروف مع غير شاكر
ورغم هذا الدور المهم يظلمه الناس دائماً ويقارنون بينه والسبع في المقولة الشعبية (سبع ـ أي: رابح) ـ لا ضبع (أي خسران)!!.الضبع حيوان مفترس كما ذكر ان اكل لحم الضبع حلال في الإسلام وحسب رأي الرئاسة العامة للبحوث العلمية والإفتاء بالسعودية فإن لحمه لحم صيد، حيث إنه لم يعد الضبع من السباع المحرم أكل لحمها، حيث إن الإسلام حرم لحم السباع. بعض المدن الأفريقية تستقدم الضباع ليلا لكي تاكل منها ما تشاء لان ظنهم انه يبعد الارواح السيئة و ليضمنة عدم دخولها احاطو مدينتهم بسور

## وصلات خارجية
- الضبع: ملخص الحياة البرية من اتحاد الحية الفطرية الأفريقي
- صفحات الضباع من موقع روبن ويرز نسخة محفوظة 9 مايو 2008 على موقع واي باك مشين.